# 44. ročník udílení Filmových cen Britské akademie
44. ročník udílení Filmových cen Britské akademie se konal dne 17. března 1991. Ocenění se předávalo nejlepším filmům a dokumentům britským i mezinárodním, které se promítaly v britských kinech v roce 1990.

## Vítězové a nominovaní
Tučně jsou označeni vítězové.
| Nejlepší film | Nejlepší režisér |
| --- | --- |
| Mafiáni - Zločiny a poklesky - Řidič slečny Daisy - Pretty Woman                                                                                              | Mafiáni – Martin Scorsese - Bio Ráj – Giuseppe Tornatore - Zločiny a poklesky – Woody Allen - Řidič slečny Daisy – Bruce Beresford                                                                            |
| Nejlepší herec v hlavní role | Nejlepší herečka v hlavní roli |
| Philippe Noiret – Bio Ráj - Tom Cruise – Narozen 4. července - Robert De Niro – Mafiáni - Sean Connery – Hon na ponorku                                       | Jessica Tandy – Řidič slečny Daisy - Michelle Pfeifferová – Báječní Bakerovi hoši - Shirley MacLaine – Pohlednice z Hollywoodu - Julia Roberts – Pretty Woman                                                 |
| Nejlepší herec ve vedlejší roli | Nejlepší herečka ve vedlejší roli |
| Salvatore Cascio – Bio Ráj - Alan Alda – Zločiny a poklesky - Al Pacino – Dick Tracy - John Hurt – Pastvina                                                   | Whoopi Goldberg – Duch - Anjelica Huston – Zločiny a poklesky - Billie Whitelaw – Bratři zločinu - Shirley MacLaine – Ocelové magnólie                                                                        |
| Nejlepší původní scénář | Nejlepší adaptovaný scénář |
| Bio Ráj – Giuseppe Tornatore - Zločiny a poklesky – Woody Allen - Duch – Bruce Joel Rubin - Pretty Woman – J.F. Lawton                                        | Mafiáni – Martin Scorsese a Nicholas Pileggi - Narozen 4. července – Oliver Stone a Ron Kovic - Řidič slečny Daisy – Alfred Uhry - Pohlednice z Hollywoodu – Carrie Fisher - Válka Roseových – Michael Leeson |
| Nejlepší kamera | Nejlepší kostýmní design |
| Pod ochranou nebes – Vittorio Storaro - Bio Ráj – Blasco Giurato - Glory – Freddie Francis - Mafiáni – Michael Ballhaus                                       | Mafiáni – Richard Bruno - Bio Ráj – Beatrice Bordone - Dick Tracy – Milena Canonero - Pretty Woman – Marilyn Vance                                                                                            |
| Nejlepší původní hudba | Nejlepší zvuk |
| Bio Ráj – Ennio Morricone a Andrea Morricone - Báječní Bakerovi hoši – Dave Grusin - Memphiská kráska – George Fenton - Pohlednice z Hollywoodu – Carly Simon | Báječní Bakerovi hoši – J. Paul Huntsman, Stephan von Hase, Chris Jenkins, Gary Alexander a Doug Hemphill - Dick Tracy - Hon na ponorku - Zběsilost v srdci                                                   |
| Nejlepší produkční design | Nejlepší speciální efekty |
| Dick Tracy – Richard Sylbert - Bio Ráj – Andrea Crisanti - Hon na ponorku – Terence Marsh - Pod ochranou nebes – Gianni Silvestri                             | Miláčku, zmenšil jsem děti - Dick Tracy - Duch - Total Recall |
| Nejlepší krátká animace | Nejlepší masky |
| Toxic – Andrew McEwan - Deadsy – David Anderson - Konec stalinismu v Čechách – Jan Švankmajer                                                                 | Dick Tracy – John Caglione Jr. a Doug Drexler - Bio Ráj – Maurizio Trani - Duch – Ben Nye Jr. - Čarodějky – Christine Beveridge                                                                               |
| Nejlepší střih | Nejlepší cizojazyčný film |
| Mafiáni – Thelma Schoonmaker - Bio Ráj – Mario Morra - Zločiny a poklesky – Susan E. Morse - Dick Tracy – Richard Marks                                       | Bio Ráj - Ježíš z Montrealu - Milou v máji - Mléko a čokoláda |